# Porcellio spatulatus
Porcellio spatulatus là một loài chân đều trong họ Porcellionidae. Loài này được Costa miêu tả khoa học năm 1882.